# Carl Reiner Hertz
Carl Reiner Hertz (* 16. Juni 1817 in Bonn; † 11. Februar 1897 ebenda) war ein deutscher Psychiater. Er gründete eine Privatanstalt („Hertz'sche Privat-Heil- und Pflege-Anstalt“) in Bonn.

## Leben und Wirken
Der Sohn einer Bonner Bürgerfamilie wuchs in seiner Heimatstadt auf, besuchte das Gymnasium und studierte auch dort Medizin. Er promovierte 1843  und trat auf Vermittlung von Christian Friedrich Nasse zunächst im August 1844 eine Assistenz bei Maximilian Jacobi in der Irrenanstalt Siegburg an. Auf Wunsch seiner Eltern wechselte er jedoch im Winter 1844 an das Bürgerhospital Köln und ließ sich 1845 als praktischer Arzt in Neuss nieder. 1847 wurde Hertz auf Anfrage von Franz Richarz dessen Assistent in Richarz' Privat-Irrenanstalt in Endenich. Im Revolutionsjahr 1848 überwarf er sich aus politischen Gründen mit Richarz und gründete 1849 seine eigene Anstalt im „Gymnicher Hof“ im Zentrum von Bonn, in der Nähe der Beethovenhalle. Dabei praktizierte er unterstützt von seiner Ehefrau die Integration der Kranken in den Kreis seiner eigenen Familie und damit als einer der ersten in Deutschland die „familiale Irrenverpflegung“. Die inzwischen in einen Neubau, am heutigen Kreuzbergweg in Poppelsdorf, umgezogene Anstalt übergab er 1887 an Robert Thomsen. Hertz verkörperte den Typus des patriarchalischen „Irrenvaters“ und war als „der alte Hertz“ bekannt und respektiert.
Sein Grab befindet sich auf dem Alten Friedhof in Bonn.

## Schriften
- Karl Reiner Hertz: Quaestio obstetricia: Quomodo naturae vires in illas placentae humanae particulas agant, quae post foetus expulsionem diutius in cavitate uteri occluduntur. Univ., Med. Diss.--Bonnae, 1843… Georgi, Bonnae 1843.
- F. W. Boecker, C. Hertz, Fr. Richarz (Hrsg.): Reiner Stockhausen. Ein actenmässiger Beitrag zur psychish-gerichtlichen Medicin für Aerzte u. Juristen, mit Gutachten von M. Jacobi u. den Herausgebern. Elberfeld 1855.
- Karl Reiner Hertz: Zu dem Inserate des Dr. Thesmar, … Die Pflichten der Gesetzgebung und des Staates gegenüber den Privat-Irren-Anstalten. (1858).